# Розгубленість

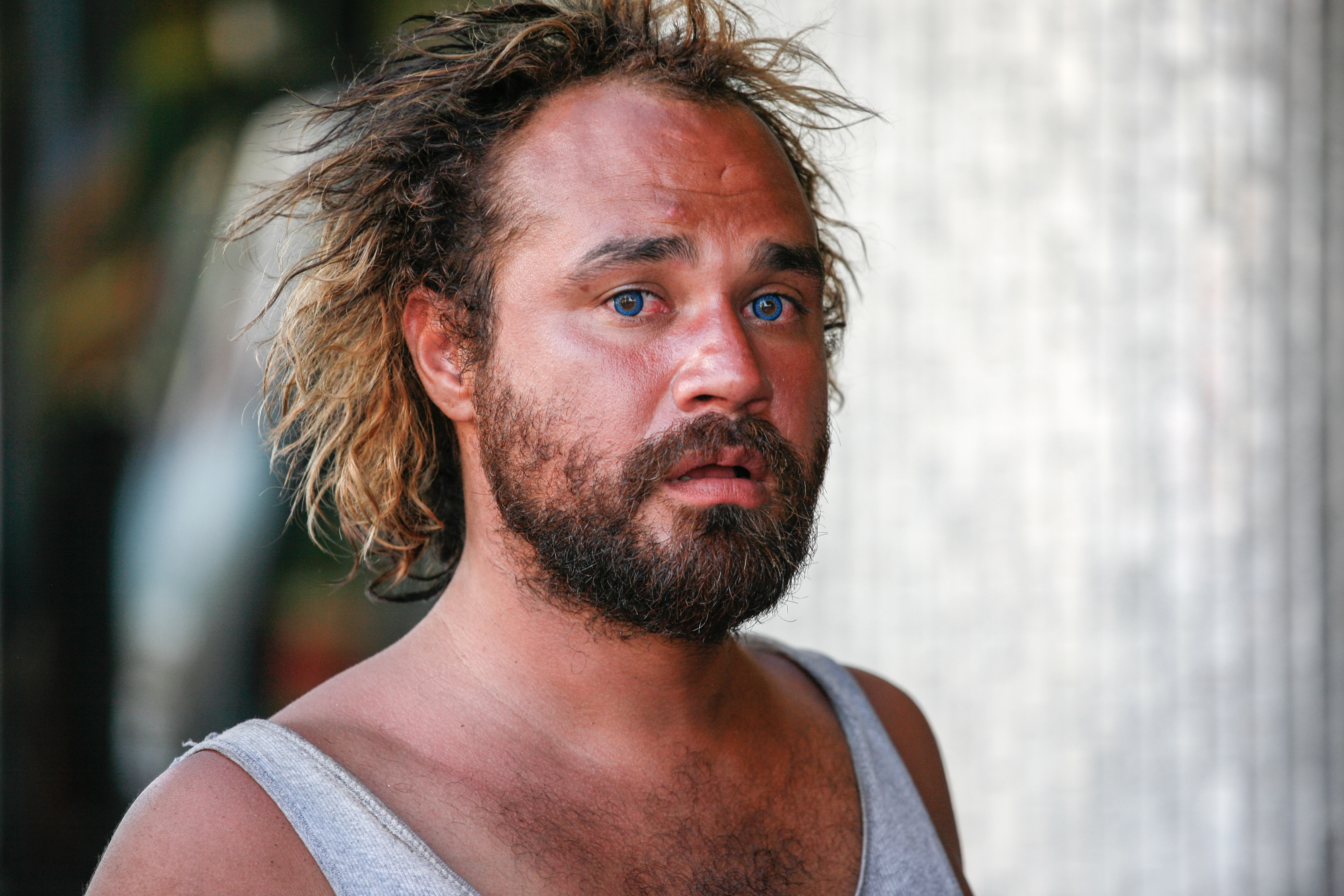
Вираз легкої розгубленості

Розгубленість — психічний стан, що поєднує емоційний (наприклад здивування, страх) і когнітивний (нерозуміння) компоненти. В психіатрії афектом розгубленості/подиву називають таку розгубленість, яка обумовлена гострим психічним розладом і супроводжується болісним нерозумінням хворим ситуації і свого стану, що сприймаються ним, як незвичайні, що отримали новий незрозумілий сенс.